# Flotte de la zone sud-ouest
La Flotte de la zone sud-ouest (南西方面艦隊, Nansei Hōmen Kantai) est une flotte de la Marine impériale japonaise créée durant la Seconde Guerre mondiale.

## Historique
La Flotte de la zone sud-ouest était un commandement opérationnel de la marine impériale japonaise créée le 10 avril 1942 pour coordonner les forces navales, aériennes et terrestres pour l'invasion, l'occupation et la défense des Philippines, de l'Indochine française, de la Malaisie et des Indes orientales néerlandaises.
Les 1re, 2e, 3e et 4e Flotte expéditionnaire du sud ainsi que la 13e Flotte aérienne étaient sous le contrôle opérationnel de la Flotte de la zone sud-ouest.
Après février 1945, le quartier général de la Flotte est isolé aux Philippines et la 10e Flotte de la région est créée à Singapour pour prendre le commandement opérationnel de ses forces survivantes, à l'exception de la 3e Flotte expéditionnaire du Sud, prise au piège aux Philippines. Après des combats féroces lors de la réoccupation américaine des Philippines, notamment à Manille, Cebu et Mindanao, les éléments survivants de la Flotte de la zone sud-ouest et de la 3e Flotte expéditionnaire du sud furent anéantis à la fin de mai 1945.

## Organisation
- Flotte de la zone sud-ouest (HQ Manille)
  - Première Flotte Expéditionnaire (Singapour)
  - Seconde Flotte Expéditionnaire (Surabaya)
  - Troisième Flotte Expéditionnaire (Manille)
  - Quatrième Flotte Expéditionnaire (Ambon)
  - 13e Flotte aérienne de la Marine impériale japonaise

## Commandants de la Flotte sud-ouest
Commandant en chef
|   | Rang        | Nom                 | Date                                  |
| - | ----------- | ------------------- | ------------------------------------- |
| 1 | Vice-amiral | Ibō Takahashi       | 10 avril 1942 – 15 septembre 1942     |
| 1 | Amiral      | Shirō Takasu        | 15 septembre 1942 – 18 juin 1944      |
| 1 | Vice-amiral | Gunichi Mikawa      | 18 juin 1944 – 1er novembre 1944      |
| 1 | Vice-amiral | Denshichi Okawauchi | 1er novembre 1944 – 15 septembre 1945 |

Chefs d'État-major
|   | Rang          | Nom                | Date                                 |
| - | ------------- | ------------------ | ------------------------------------ |
| 1 | Vice-amiral   | Toshihisa Nakamura | 10 avril 1942 – 10 octobre 1942      |
| 2 | Vice-amiral   | Takeo Tada         | 10 octobre 1942 – 15 mars 1944       |
| 3 | Contre-amiral | Hidehiko Nishio    | 15 mars 1944 – 1er novembre 1944     |
| 4 | Vice-amiral   | Kaoru Arima (en)   | 1er novembre 1944 – 6 septembre 1945 |